# Die Strände von Agnès
Die Strände von Agnès ist ein französischer Dokumentarfilm von Agnès Varda aus dem Jahr 2008.

## Handlung
Aus Anlass ihres 80. Geburtstages drehte Agnés Varda einen Dokumentarfilm über ihr Leben. Sie beginnt den Dokumentarfilm mit einer Spiegelinstallation an den Stränden ihrer Kindheit in Belgien, wo sie als drittes von fünf Kindern aufwuchs. Sie beschäftigt sich kurz mit der griechischen Herkunft des Vaters, der zu früh in einem Casino starb, und zeigt Aufnahmen, die bei einem privaten Besuch in der Wohnung in Brüssel entstanden, in der sie als Kind gelebt hatte. Die Räume und auch der Garten wecken keine Emotionen in ihr. Die Familie verließ Brüssel 1940 und zog nach Sète, wo sie ein Boot besaßen. Der Strand und der Hafen prägten Agnès Varda, doch unternahm sie als Jugendliche auch Wanderungen mit anderen Frauen, die dabei in Gruppen aufgeteilt aunter anderem jüdischen Bewohnern der Gegend zur Flucht verhalfen. Agnès Varda beschäftigte sich in mehreren Filmen mit der Verfolgung der Juden im Zweiten Weltkrieg. Ihr erster Film wurde jedoch La Pointe Courte mit Philippe Noiret in seiner ersten Filmrolle. Agnès Varda besucht das Viertel in Sète, wo sie Kinderdarsteller des Films trifft und ihr ein großer Empfang samt Straßenbenennung bereitet wird. Die Bewohner von Pointe Courte bezeichnet sie als Teil ihrer Familie.
Sie bestand das Baccalauréat und studierte in Paris; Szenen aus Nausicaa (1970) zeigen in Spielfilmform, wie Agnès Varda während des Studiums Zeit am Seineufer verbrachte. Sie brach nach Ende des Studiums aus und ging für einige Zeit nach Korsika, wo sie unter Fischern lebte. Zurück in Paris arbeitete sie als Fotografin. Sie ist mit Jean Vilar befreundet, der sie 1948 zum Festival d’Avignon einlädt. Sie fotografiert dort und zeigt die Fotos 2007 in einer Ausstellung vor Ort. Agnès Varda reagiert emotional, als sie die Fotos sieht, da alle abgebildeten Darsteller bereits verstorben sind. Sie verteilt Blumen vor den Fotos, aber auch vor dem Grab von Jacques Demy, ihrem Weggefährten seit 1958, der 1990 verstarb. Eine erste Fotoausstellung in ihrem Heim mit Hinterhof wurde 1953 umgesetzt. Das Foto einer Kartoffel nimmt sie in einer Ausstellung auf der Biennale di Venezia 2003 auf, in der sie zahlreiche Kartoffelfotos zeigt und sich selbst als sprechende Kartoffel verkleidet unter die Zuschauer mischt. Der Film streift erneut den Dreh von La Pointe Courte und das Aufkommen der Nouvelle Vague mit Agnès Vardas Mittwoch zwischen 5 und 7, der ihr eine Einladung nach Cannes brachte. Chris Marker tritt als Interviewer auf, versteckt sich jedoch hinter einer Katzencomicfigur und stellt Fragen mit verzerrter Stimme. Agnès Vardas Katze Zgougou wird vorgestellt, die auch das Maskottchen ihrer Filmproduktionsfirma Ciné-Tamaris wurde. Arbeitsszenen in der Firma werden auf offener Straße auf einem künstlichen Sandstrand nachgestellt.
Weiter geht die Reise an den Stränden auf die Île de Noirmoutier, wo Agnès Varda mit ihrem Ehemann Jacques Demy und den beiden Kindern lebte. Durch Jacques Demys großen Erfolg von Die Regenschirme von Cherbourg erhielt er Filmangebote von Hollywood, wohin Agnès Varda ihm folgte. Am Venice Beach in Los Angeles erinnert sie sich an die Dreharbeiten zu Lions Love (1969) und ihren Film über die Black-Panther-Bewegung (Black Panthers, 1968). Zudem entsteht mit Mur Murs ein Film über großformatige Graffitiwände. Sie erinnert sich in einer „Digression“ an Jim Morrison und dessen Besuch am Set von Jacques Demys Eselshaut. Es folgen Betrachtungen über den Feminismus und ihren Spielfilm Vogelfrei sowie der lange, schmerzvolle Abschied vom an AIDS erkrankten Jacques Demy. Er schreibt an seinen Erinnerungen, die Agnès Varda in Jacquot de Nantes auf die Leinwand bringt. Nur zehn Tage nach dem Ende der Dreharbeiten stirbt Demy. Bei einem Kunstprojekt, in dem Agnès Varda die Witwen von Noirmoutier porträtiert, ist auch sie selbst zu sehen, bleibt jedoch stumm. Ihre Kinder und Enkel bezeichnet sie als Insel des Friedens in einer Zeit, die von Krisen bestimmt ist und sie manchmal zu überwältigen droht. Die Filmbänder von Die Geschöpfe, einem Flop, hat sie in einer Kunstinstallation wie Vorhänge in einem Glascontainer aufgehängt. Das Sonnenlicht macht die Szenen sichtbar, Agnès Varda steht am Ende im Container, in dem sie sich fühle, als würde sie im Kino leben, wie sie glaube, immer im Kino gelebt zu haben. Der Abspann zeigt einen Überraschungsbesuch von zahlreichen Bekannten anlässlich Agnès Vardas 80. Geburtstag, wobei sie am Ende 80 Besen und Bürsten verschiedenster Art erhalten hat.

## Produktion
Die Strände von Agnès wurde als „autobiografisches Filmessay“ bzw. „filmische Collage“ umgesetzt. Die Idee zum Dokumentarfilm kam Agnès Varda einige Zeit vor ihrem 80. Geburtstag: „Diese Idee wuchs eines Tages in meinem Kopf, als ich am Ufer von Noirmoutier realisierte, wie verschiedene Strände mein Leben geprägt haben… Viele alten Menschen haben das Bedürfnis, ihr Leben zu erzählen. Ich auch“. Die Dreharbeiten gingen von August 2006 bis Juni 2008, die Schnittarbeiten fanden ab März 2007 statt. Die Dreharbeiten fanden unter anderem in Sète (Strand La Corniche), auf der Insel Noirmoutier (Strand Guérinière), in Brüssel und am Strand von De Panne sowie in Los Angeles (Venice Beach, Santa Monica Beach) statt. Der künstliche Strand für die Szene um Vardas Filmproduktionsfirma wurde in der Rue Daguerre in Paris aufgeschüttet. Die Filmbauten stammen von Franckie Diago. Neben zahlreichen Einspielern treten im Film unter anderem Vardas Kinder Mathieu Demy und Rosalie Varda sowie die Schauspielerinnen Jane Birkin und Yolande Moreau auf.
Die Strände von Agnès erlebte am 3. September 2008 im Rahmen der Internationalen Filmfestspiele von Venedig seine Premiere, wo er außerhalb des Wettbewerbs lief. Weitere Festivalaufführungen folgten, so wurde der Film unter anderem im September 2008 auf dem Toronto International Film Festival gezeigt und war im November 2008 auf den Französischen Filmtagen Tübingen-Stuttgart auch in Deutschland zu sehen. Die Strände von Agnès lief am 17. Dezember 2008 in den französischen Kinos an, wo er von mehr als 200000 Zuschauern gesehen wurde, und kam am 10. September 2009 auch in die deutschen Kinos. Arte zeigte Die Strände von Agnès am 24. Oktober 2012 erstmals im deutschen Fernsehen.
Im Jahr 2010 erschien mit Les plages d’Agnès das Buch zum Film mit dem Kommentar des Films und zahlreichen Illustrationen und Fotos. Das Buch wurde in der Collection Mémoires de César bei Editions de l’œil veröffentlicht.

## Auszeichnungen
Die Strände von Agnès wurde 2009 mit dem César in der Kategorie Bester Dokumentarfilm ausgezeichnet. Das Syndicat Français de la Critique de Cinéma et des Films de Télévision ehrte Varda 2009 mit dem Kritikerpreis für den besten Film und die Los Angeles Film Critics Association zeichnete Die Strände von Agnès 2009 mit dem LAFCA Award in der Kategorie Bester Dokumentarfilm aus. Ebenfalls 2009 gewann der Film einen Étoile d’Or für den besten Dokumentarfilm.
Im Jahr 2010 wurde Die Strände von Agnès mit dem Chlotrudis Award als Bester Dokumentarfilm ausgezeichnet. Der Film war im November 2009 mit 15 weiteren Filmen in der Vorauswahl für den Oscar in der Kategorie Bester Dokumentarfilm der Oscarverleihung 2010, wurde jedoch nicht nominiert. Die National Society of Film Critics ehrte Varda für Die Strände von Agnés 2010 mit dem Preis in der Kategorie Bester Dokumentarfilm. Im Jahr 2011 erhielt Agnès Varda den argentinischen Filmpreis Cóndor de Plata für den besten internationalen Film (Mejor Película Extranjera).